# Ljungsjön (Sandhults socken, Västergötland)
Ljungsjön är en sjö i Borås kommun i Västergötland och ingår i Rolfsåns huvudavrinningsområde.